# پرلا کریستال
پرلا کریستال (اسپانیایی: Perla Cristal‎؛ زادهٔ ۲۹ سپتامبر ۱۹۳۷) بازیگر اهل آرژانتین است.
از فیلم‌ها یا برنامه‌های تلویزیونی که وی در آن نقش داشته است، می‌توان به راز دکتر اورلوف، مشاور، فریادهایی در تاریکی، لاله سیاه، هفت تپانچه برای خانواده مک‌گرگور و آوای بلوز مرگ اشاره کرد.